# Dendropsophus microps
Dendropsophus microps es una especie de anfibios de la familia Hylidae.
Habita en Brasil y posiblemente en Argentina.
Sus hábitats naturales incluyen bosques tropicales o subtropicales secos y a baja altitud, montanos secos, zonas de arbustos, marismas intermitentes de agua dulce, plantaciones, zonas previamente boscosas ahora muy degradadas, estanques, canales y diques. Está amenazada de extinción por la destrucción de su hábitat natural.